# 神韵派
神韵派，是清代诗人、诗论家王士禎创立的一个诗歌流派。

## 形成
王士禎神韵派的提出，他的长兄王士禄对他影响很大，他自叙说：“余幼人家塾，肄业之暇，即私取《文选》、唐诗洛诵之。久之，学为五七字韵语。先祖方伯府君，先严祭酒府君，知之弗禁也。时先长兄考功为诸生，嗜为诗，见予诗甚喜。取刘顷阳先生所编《唐诗宿》中王、孟、常建、王昌龄、刘昚虚、韦应物、柳宗元数家诗，使手钞之。”由此可见，王士禎学诗是以王孟这些山水诗人入门的。王士禎后来的唐诗选集《唐贤三昧集》便是以王孟为主，而不选李杜。
王士禎早期的诗论还没有摆脱明七子格调说的影响，主张诗要典远谐则。直到康熙二十四年到康熙二十八年，王士禎居庐在家，方才提出了神韵说。

## 评价
纪晓岚认为：“当我朝开国之际，人皆厌明代王（世贞）、李（攀龙）之肤廓，钟（惺）、谭（元春）之纤厌，于是谈诗者竞尚宋元。既而宋诗质宜，流为有韵之语录；元诗绍艳，流为对句之小词。于是士禎等以清新俊逸之才．范水模山，批风抹月，倡天下以‘不著一字，尽得风流’之说，天下遂翕然应之。然所称者盛唐．而古体推宗王（维）、孟（浩然）．上及于谢肪而止。较以十九首之惊心动魄，一字干金，则有天工人巧之分矣。近体多近钱郎（钱起），上及乎李颀而止。律以杜甫之忠厚缠绵、沉郁顿挫．则有浮声切响之异矣。”